# Gary Dauberman
Gary Dauberman es un guionista estadounidense. Es conocido por escribir las películas de terror derivadas de The Conjuring Universe; Annabelle, Annabelle: Creation y La monja, y coescribir la adaptación cinematográfica de 2017 de It, basada en la novela del mismo nombre de Stephen King. 

## Vida personal
Dauberman asistió al Colegio Comunitario del Condado de Delaware durante dos años, donde se especializó en comunicaciones, antes de transferirse a la Universidad de Temple, donde se graduó con un título en Estudios de Cine y Medios en 2001. Es cristiano.

## Filmografía

### Películas
| Año  | Película                   | Director | Productor | Guionista | Crítica | Notas                                                 |
| ---- | -------------------------- | -------- | --------- | --------- | ------- | ----------------------------------------------------- |
| 2007 | Blood Monkey               |          |           | Sí        | -       | Direct-to-video                                       |
| 2014 | Annabelle                  |          |           | Sí        | 29%     |                                                       |
| 2016 | Within                     |          |           | Sí        | -       |                                                       |
| 2016 | The Wolves at the Door     |          |           | Sí        | 0%      |                                                       |
| 2017 | Annabelle: Creation        |          |           | Sí        | 71%     |                                                       |
| 2017 | It                         |          |           | Sí        | 86%     |                                                       |
| 2018 | La monja                   |          | Sí        | Sí        | 24%     | Productor ejecutivo, Historia Coescrita con James Wan |
| 2019 | The Curse of La Llorona    |          | Sí        |           | 29%     |                                                       |
| 2019 | Annabelle Comes Home       | Sí       |           | Sí        | 64%     | Debut como Director, Historia Coescrita con James Wan |
| 2019 | It: Chapter Two            |          | Sí        | Sí        | 63%     | Productor ejecutivo                                   |
| 2023 | Salem's Lot                | Sí       | Sí        | Sí        | TBA     | Productor ejecutivo                                   |
| 2023 | The Last Train to New York |          |           | Sí        | TBA     |                                                       |
| 2025 | Until Dawn                 |          |           | Sí        |         |                                                       |

- Datos: Q23877023
- Multimedia: Gary Dauberman / Q23877023